# Hu Nim
Hu Nim (Kampong Cham, 1932–1977), conhecido por camarada Phoas, foi um político cambojano do Quemer Vermelho morto pelo seu próprio grupo.

## Biografia
Nasceu em 1932 no seio de uma família camponesa, nas província de Kampong Cham. Apesar da origem modesta, fez brilhantes estudos que o fizeram por merecer o posto de diretor da alfândega. 
Em 1958, antes das eleições legislativas, Norodom Sihanouk recrutou Nim e quatro outros jovens esquerdistas, entre eles, Khieu Samphan e Hou Youn, para criar uma oposição parlamentar e combater a ala direita do seu movimento, o Sangkum Reastr Niyum. Após as vitórias nas eleições, eles ocuparam vários postos ministeriais nos sucessivos governos da época.
Os talentos de orador de Nim Lui lhe valeram o lugar de vice-presidente da Assembleia Nacional, em 1961. Prosseguindo nas atividades políticas, preparou o doutorado em administração pública na Universidade de Phnom Penh. Obteve o seu diploma em 1965.
Acusado por Norodom Sihanouk de ser com Khieu Samphan e Hou You o instigador de uma revolta camponesa em Samlaut, optou por desaparecer no mato em 7 de outubro de 1967. Durante longo tempo se pensou que teria sido liquidado pela polícia política do então príncipe.
Em 1970, após a deposição de Sihanouk, Hu Nim se torna ministro da informação e da propaganda do governo. O monarca se estabelece em Pequim e cria um governo no exílio. Nim conversa essa função em 1975, quando o Quemer Vermelho tomam o poder na capital Phnom Penh. Vítima de de uma das numerosas matanças do regime, foi preso a 10 de abril de 1977 por questionar o sinistro centro de Tuol Sleng. Foi finalmente executado em 6 de julho de 1977.
Foi conhecido por sua oposição às políticas de Pol Pot, sobretudo pela abolição do dinheiro e a evacuação das cidades. Essas divergências provavelmente foram as responsáveis pela sua morte.